# Violeta Ninova
Violeta Ninova, född den 19 augusti 1963 i Sofia i Bulgarien, är en bulgarisk roddare.
Hon tog OS-brons i dubbelsculler i samband med de olympiska roddtävlingarna 1988 i Seoul.